# Барон Полтимор
Барон Полтимор из Полтимора в графстве Девоншир — наследственный титул в системе Пэрства Соединённого королевства.

## История
Титул барона Полтимора был создан 10 сентября 1831 года для сэра Джорджа Бэмпфилда, 6-го баронета (1786—1858). Его сын, Огастес Фредерик Джордж Уорвик Бэмпфилд, 2-й барон Полтимор (1837—1908), занимал должность казначея королевского двора в первом либеральном правительстве Уильяма Гладстона (1872—1874).
По состоянию на 2024 год носителем титула являлся праправнук последнего, Марк Коплстон Бэмпфилд, 7-й барон Полтимор (род. 1957), который наследовал своему деду в 1978 году. Он был директором аукционного дома Сотбис и появлялся в Antiques Roadshow как Марк Полтимор, один из экспертов по живописи. В 2013 год он снялся в фильме Транс, где сыграл роль аукциониста Фрэнсиса Леметра.
Титул баронета Бэмпфилда из Полтимора в графстве Девоншир в Баронетстве Англии был создан 14 июля 1641 году для сэра Джона Бэмпфилда (ок. 1610—1650), потомка 1-го барона Полтимора. Он представлял Пенрин в Палате общин Англии (1640). Его сын, сэр Комплстон Бэмпфилд, 2-й баронет (ок. 1633—1692), заседал в Палате общин от Тайвертона (1659) и Девона (1671—1679, 1685—1689). Его внук, Комплстон Бэмпфилд, 3-й баронет (ок. 1689—1727), представлял в Палате общин Эксетер (1710—1713) и Девон (1713—1727). Его единственный сын, Ричард Бэмпфилд, 4-й баронет (1722—1776), также заседал в парламенте от Эксетера (1743—1747) и Девоншира (1747—1776). Сын последнего, Чарльз Бэмпфилд, 5-й баронет (1753—1823), трижды заседал в Палате общин от Эксетера (1774—1790, 1796—1801, 1801—1812). 7 апреля 1823 года в него стрелял из пистолета ревнивый муж, чья жена работала в доме Бэмпфилда, лорд Полтимор скончался через 12 дней. Ему наследовал его сын, вышеупомянутый Джордж Бэмпфилд, 6-й баронет (1786—1858), который в 1831 году был возведен в звание пэра.
Другой член семьи Бэмпфилдов — Томас Бэмпфилд (ок. 1623—1693), брат 1-го баронета. Он некоторое время служил в качестве спикера Палаты общин (1659). Кроме того, Джон Кодрингтон Бэмпфилд (1754—1796/1797), младший сын 4-го баронета, был поэтом.

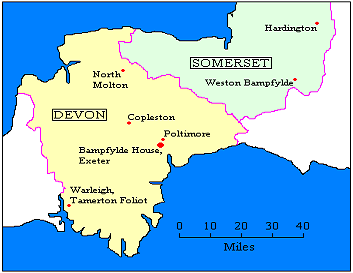
Имения семьи Бэмпфилд (баронетов Бэмпфилд из баронов Полтимор). В графстве Девоншир: Полтимор; Северный Молтон; Уарли-хаус; Копплстон в Колбруке; Бэмпфилд-хаус в Эксетере. В графстве Сомерсет: Вест Бэмпфилд; Хардингтон

Резиденцией родоначальником семьи Бэмпфилд был Полтимор-хаус в окрестностях Эксетера в графстве Девоншир. С 15 века семья проживала в Северном Молтоне в Северном Девоне. Их таунхаус Бэмпфилд-хаус в Эксетере, построенный около 1590 года, был уничтожен немцами в 1942 году во время Второй Мировой войны. Сейчас 7-й барон Полтимор и его семья проживают в окрестностях Хангерфорда в Беркшире.

## Баронеты Бэмпфилд из Полтимора (1641)
- 1641—1650: Сэр Джон Бэмпфилд, 1-й баронет[англ.] (ок. 1610 — апрель 1650), третий сын политика Джона Бэмпфилда из Полтимора (ок. 1586 — ок. 1657);
- 1650—1692: Сэр Коплстон Бэмпфилд, 2-й баронет[англ.] (ок. 1633 — 9 февраля 1692), старший сын предыдущего;
  - Полковник Хью Бэмпфилд (ок. 1663 — 16 июня 1691), старший сын предыдущего;
- 1692—1727: Сэр Коплстон Уорвик Бэмпфилд, 3-й баронет[англ.] (ок. 1689 — 7 октября 1727), старший сын предыдущего;
- 1727—1767: Сэр Ричард Уорвик Бэмпфилд, 4-й баронет[англ.] (21 ноября 1722 — 15 июля 1767), единственный сын предыдущего;
- 1767—1823: Сэр Чарльз Уорвик Бэмпфилд, 5-й баронет[англ.] (23 января 1753 — 19 апреля 1823), второй сын предыдущего;
- 1823—1858: Сэр Джордж Уорвик Бэмпфилд, 6-й баронет[англ.] (23 марта 1786 — 19 декабря 1858), старший сын предыдущего, барон Полтимор с 1831 года.

## Бароны Полтимор (1831)
- 1831—1858: Джордж Уорвик Бэмпфилд, 1-й барон Полтимор[англ.] (23 марта 1786 — 19 декабря 1858), старший сын сэра Чарльза Уорика Бэмпфилда, 5-го баронета;
- 1858—1908: Август Фредерик Джордж Уорвик Бэмпфилд, 2-й барон Полтимор[англ.] (12 апреля 1837 — 3 мая 1908), единственный сын предыдущего от второго брака;
- 1908—1918: Коплстон Ричард Джордж Уорвик Бэмпфилд, 3-й барон Полтимор (29 ноября 1859 — 2 ноября 1918), старший сын предыдущего;
- 1918—1965: Джордж Вентворт Уорвик Бэмпфилд, 4-й барон Полтимор[англ.] (23 сентября 1882 — 13 июля 1965), старший сын предыдущего;
  - Достопочтенный Коплстон Джон де Грей Уорвик Бэмпфилд (24 марта 1914 — 3 октября 1936), единственный сын предыдущего;
- 1965—1967: Артур Блэкетт Уорвик Бэмпфилд, 5-й барон Полтимор (29 ноября 1883 — 10 июня 1967), второй сын 3-го барона Полтимора;
- 1967—1978: Хью де Бург Уорвик Бэмпфилд, 6-й барон Полтимор (25 марта 1888 — 26 марта 1978), третий (младший) сын 3-го барона Полтимора;
  - Достопочтенный Энтони Джерард Хью Бэмпфилд (2 января 1920 — 2 января 1969), старший сын предыдущего;
- 1978 — настоящее время: Марк Коплстон Бэмпфилд, 7-й барон Полтимор (род. 8 июня 1957), единственный сын предыдущего, внук 6-го барона Полтимора;
  - Наследник титула: Достопочтенный Генри Энтони Уорик Бэмпфилд (род. 3 июня 1985), старший сын предыдущего.